# Vittorio Brambilla

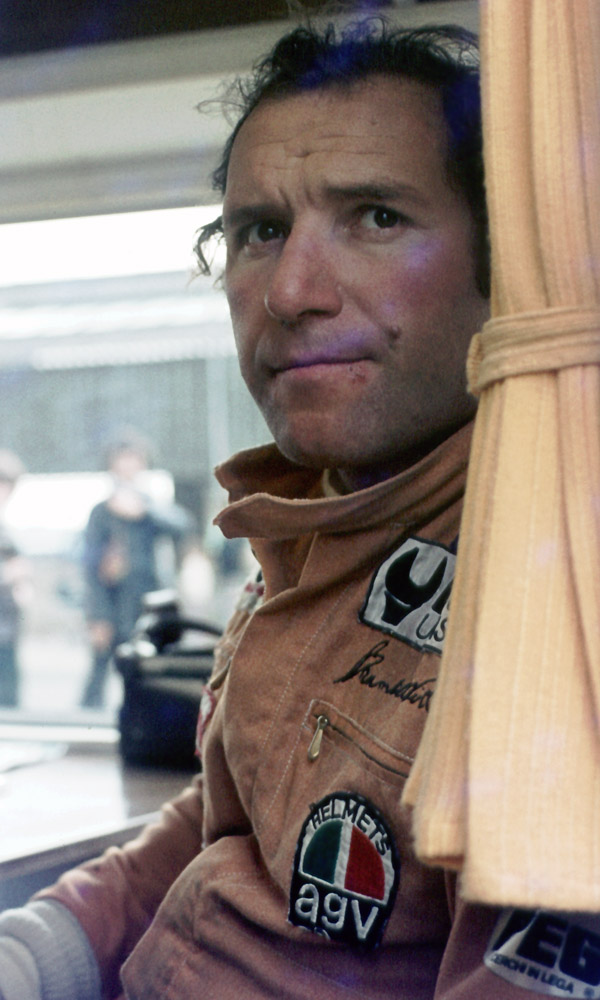
Vittorio Brambilla

Vittorio Brambilla (Monza, 11 november 1937 - Lesmo, 26 mei 2001) was een Italiaans autocoureur, hij won één Grand Prix. Zijn bijnaam was De Gorilla van Monza.
Brambilla begon pas in 1968 serieus met autosport, daarvoor deed hij aan motorraces en karting. Na enkele jaren in de Formule 3 en Formule 2 maakte hij in 1974 zijn debuut in de Formule 1 voor het team van March. Een jaar later volgde het hoogtepunt van zijn carrière toen hij de kletsnatte en verkorte Grand Prix van Oostenrijk won. Terwijl hij de finishvlag passeerde verloor hij de controle over zijn auto en crashte. Met een kapotte wagen reed hij vervolgens de ereronde.
Het bleef bij deze ene zege. Twee seizoenen later, toen hij inmiddels voor Surtees reed, wist hij de poleposition te pakken in Zweden. In datzelfde jaar 1977 werd hij ook wereldkampioen met Alfa Romeo in de sportscars. Brambilla was in 1978 betrokken bij de startcrash tijdens de Grand Prix van Italië die Ronnie Peterson het leven kostte, zelf had hij verwondingen aan zijn hoofd. Hierna reed Brambilla nog slechts incidenteel voor Alfa Romeo in de Formule 1. 
Hij startte in totaal in 74 van de 79 wedstrijden waarvoor hij ingeschreven stond, behaalde één overwinning, één snelste ronde en scoorde in totaal 15,5 punten.
Hij stierf in 2001 aan een hartaanval toen hij in zijn tuin aan het werk was.